# Susan Rojcewicz
Susan Rojcewicz, född den 29 maj 1953 i Worcester i USA, är en amerikansk före detta basketspelare som tog tog OS-silver 1976 i Montréal. Detta var första gången damerna fick delta i baskettävlingarna vid olympiska sommarspelen, och således USA:s första OS-medalj i dambasket. Hon är 170 cm lång.